# Mariusz Fyrstenberg
Mariusz Stanisław Fyrstenberg (Varsovia, Polonia, 8 de julio de 1980) es un jugador polaco de tenis. 
Su especialidad es la modalidad de dobles y junto a su compañero Marcin Matkowski forman una de las duplas más duraderas del circuito ganando todos sus títulos con su compatriota. La dupla se destaca más por su juego en canchas lentas aunque su evolución a través de los años se notó sobre las superficies rápidas y su mejor resultado lo han conseguido al ganar el Masters de Madrid en 2008 y 2012; y ser finalista del mismo en 2007, del Abierto de Estados Unidos y del ATP World Tour Finals en 2011. Entrenó durante un tiempo en Equelite JC Ferrero Sport Academy.

## Títulos de Grand Slam

### Dobles Masculino

#### Finalista (1)
| Año  | Torneo             | Pareja           | Oponentes en la final            | Resultado |
| 2011 | Abierto de EE. UU. | Marcin Matkowski | Jürgen Melzer Philipp Petzschner | 2-6, 2-6  |

## Títulos

### Dobles
| Leyenda                         |
| Grand Slam (0)                  |
| ATP Wourld Tour Finals (0)      |
| ATP Masters 1000 World Tour (2) |
| ATP World Tour 500 series (3)   |
| ATP World Tour 250 series (13)  |

| Nº  | Fecha                    | Torneo          | Superficie    | Pareja            | Oponentes en la final             | Resultado           |
| 1.  | 15 de septiembre de 2003 | Sopot           | Tierra batida | Marcin Matkowski  | Jaroslav Levinský David Škoch     | 6-1, 7-5            |
| 2.  | 13 de febrero de 2004    | Costa Do Sauipe | Tierra batida | Marcin Matkowski  | Tomas Behrend Leoš Friedl         | 6-2, 6-2            |
| 3.  | 11 de agosto de 2005     | Sopot           | Tierra batida | Marcin Matkowski  | Lucas Arnold Ker Sebastián Prieto | 7-6, 6-4            |
| 4.  | 11 de septiembre de 2006 | Bucarest        | Tierra batida | Marcin Matkowski  | Martín García Luis Horna          | 6-7, 7-6, [10-8]    |
| 5.  | 11 de agosto de 2007     | Sopot           | Tierra batida | Marcin Matkowski  | Martín García Sebastián Prieto    | 6-1, 6-1            |
| 6.  | 14 de octubre de 2007    | Viena           | Dura (i)      | Marcin Matkowski  | Christopher Kas Tomas Behrend     | 6-4, 6-2            |
| 7.  | 14 de junio de 2008      | Varsovia        | Tierra batida | Marcin Matkowski  | Nikolai Davydenko Yuri Schukin    | 6-0, 3-6, [10-4]    |
| 8.  | 19 de octubre de 2008    | Madrid TMS      | Dura (i)      | Marcin Matkowski  | Mahesh Bhupathi Mark Knowles      | 6-4, 6-2            |
| 9.  | 15 de junio de 2009      | Eastbourne      | Césped        | Marcin Matkowski  | Travis Parrott Filip Polášek      | 6-4, 6-4            |
| 10. | 4 de octubre de 2009     | Kuala Lumpur    | Dura (i)      | Marcin Matkowski  | Ígor Kunitsyn Jaroslav Levinsky   | 6-2, 6-1            |
| 11. | 19 de junio de 2010      | Eastbourne      | Césped        | Marcin Matkowski  | Colin Fleming Ken Skupski         | 6-3, 5-7, [10-8]    |
| 12. | 29 de abril de 2012      | Barcelona       | Tierra batida | Marcin Matkowski  | Marcel Granollers Marc López      | 2-6, 7-6(7), [10-8] |
| 13. | 13 de mayo de 2012       | Madrid TMS      | Tierra batida | Marcin Matkowski  | Robert Lindstedt Horia Tecau      | 6-3, 6-4            |
| 14. | 21 de julio de 2013      | Hamburgo        | Tierra batida | Marcin Matkowski  | Alexander Peya Bruno Soares       | 3-6, 6-1, [10-8]    |
| 15. | 4 de enero de 2014       | Brisbane        | Dura          | Daniel Nestor     | Juan Sebastián Cabal Robert Farah | 6-7(4),6-4, [10-7]  |
| 16. | 20 de septiembre de 2014 | Metz            | Dura          | Marcin Matkowski  | Marin Draganja Henri Kontinen     | 6-7(3), 6-3, [10-8] |
| 17. | 15 de febrero de 2015    | Memphis         | Dura (i)      | Santiago González | Artem Sitak Donald Young          | 5-7, 7-6(1), [10-8] |
| 18. | 14 de febrero de 2016    | Memphis         | Dura (i)      | Santiago González | Steve Johnson Sam Querrey         | 6-4, 6-4            |

#### Finalista
- 2007: Madrid TMS (junto a Marcin Matkowski, pierden ante Bob Bryan / Mike Bryan)
- 2009: Shanghai M1000 (junto a Marcin Matkowski, pierden ante Julien Benneteau / Jo-Wilfried Tsonga)
- 2010: Shanghai M1000 (junto a Marcin Matkowski, pierden ante Jurgen Melzer / Leander Paes)
- 2011: Kuala Lumpur (junto a Marcin Matkowski, pierden ante Frantisek Cermak / Michal Mertinak)
- 2011: US Open (junto a Marcin Matkowski, pierden ante Jurgen Melzer / Philipp Petzschner)
- 2011: ATP World Tour Finals (junto a Marcin Matkowski, pierden ante Daniel Nestor / Max Mirnyi)
- 2013: Miami TMS (junto a Marcin Matkowski, pierden ante Aisam-ul-Haq Qureshi / Jean-Julien Rojer)
- 2015: Acapulco (junto a Santiago González, pierden ante Ivan Dodig / Marcelo Melo)
- 2015: Umag (junto a Santiago González, pierden ante Máximo González / André Sá)